# Cold Like War
Cold Like War ist der Titel des fünften Studioalbums der US-amerikanischen Post-Hardcore-Band We Came as Romans. Es erschien am 20. Oktober 2017 über SharpTone Records.
Das Album enthält zehn Titel mit einer Spielzeit von 39 Minuten und 46 Sekunden. Als Gastmusiker wirkte Eric Vanlerberghe von I Prevail im Lied If There's Nothing to See mit. Es ist das erste Album mit Schlagzeuger David Puckett und das letzte mit dem 2018 verstorbenen Sänger Kyle Pavone.
Cold Like War erhielt in der deutschsprachigen Fachpresse gemischte Kritiken.

## Musik
We Came as Romans kehren auf Cold Like War größtenteils zu ihren musikalischen Wurzeln zurück. Auf den beiden Alben zuvor – Tracing Back Roots (2013) und dem nach der Band benannten We Came as Romans (2015) – wurden die harten Klänge zugunsten von mehr Radiotauglichkeit zurückgefahren. Obwohl das vierte Album nach der Band benannt wurde, fühlten die Musiker recht schnell, dass dieses die Band nicht richtig repräsentieren würde. Die ersten vier Alben bauen aufeinander auf und verfolgen ein Konzept. Nach dem Erfüllen des Plattenvertrages mit Equal Vision Records und dem Wechsel zu SharpTone Records wurde diese Konzeption für Beendet erklärt.

## Titelliste
| #   | Titel                       | Komponist(en) | Länge | Anmerkungen             |
| --- | --------------------------- | ------------- | ----- | ----------------------- |
| 1.  | Vultures with Clipped Wings | Joshua Moore  | 4:04  |                         |
| 2.  | Cold Like War               | Moore         | 3:46  |                         |
| 3.  | Two Hands                   | Moore         | 3:53  |                         |
| 4.  | Lost in the Moment          | Moore         | 4:12  |                         |
| 5.  | Foreign Fire                | Moore         | 3:53  | Musikvideo              |
| 6.  | Wasted Age                  | Moore         | 3:46  | Musikvideo              |
| 7.  | Encoder                     | Moore         | 3:19  |                         |
| 8.  | If There’s Nothing to See   | Moore         | 4:35  | feat. Eric Vanlerberghe |
| 9.  | Promise Me                  | Moore         | 3:45  |                         |
| 10. | Learning to Survive         | Moore         | 4:30  |                         |

## Rezensionen
Laut Sonata von Stormbringer.at liefert die Gruppe mit Cold Like War eine der größten und positivsten Überraschungen des Jahres 2017 ab. Der Kritiker nennt das Album als ausgereift und erwachsen, dass jegliche Stärken für sich nutzt und gleichzeitig Neuerungen liefert. Das Album zeige auf, was der Post-Hardcore im Jahre 2017 noch an Möglichkeiten hat. Jan Wischkowski von Metal.de schreibt, dass auf Cold Like War im Grunde alles beim Alten geblieben sei, nur besser. Das Album, so Wischkowski, führe den Hörer ab und an in die Irre allerdings behalte die Band ihre Handschrift. Das bedeute, dass die Musiker keine Experimente scheuen.
Manuel Berger von Laut.de dagegen befindet, dass das Album pro Durchlauf immer mehr in sich zusammen falle. Irgendwann sei nicht mehr zu verkennen, wie substanzlos die Lieder auf dem Album seien und jeglicher roter Faden fehle. Laut Rezensent waren die Musiker so fixiert darauf gewesen wieder mehr Metal in ihrem Sound zu integrieren, dass sie nicht merkten, immer wieder das Gleiche zu spielen. Das Album biete lediglich hervorragend Motivation, sich im Moshpit die Schädel einzuschlagen.